# Танабэ Сакуро
Танабэ Сакуро (яп. 田辺 朔郎, 2 декабря 1861 года — 5 сентября 1944 года) — японский инженер-строитель, пионер в развитии гидроэлектроэнергетики.

## Биография
Родился 2 декабря 1861 года в Токио в семье известного конфуцианского ученого.
В апреле 1877 года он начал обучение под руководством Генри Дайера в Императорском инженерном колледже. Танабэ окончил обучение в мае 1883 года, написав дипломную работу на английском языке с названием «Lake Biwa Canal Construction Project». Впоследствии Танабэ и Дайер поддерживали переписку в течение многих лет после того, как Дайер вернулся в Шотландию. Танабэ Сакуро приезжал к нему в Глазго в 1900 и в 1913 годах.
Во время работы инженером Танабэ в результате несчастного случая потерял возможность пользоваться правой рукой. Впоследствии он научился писать левой рукой.

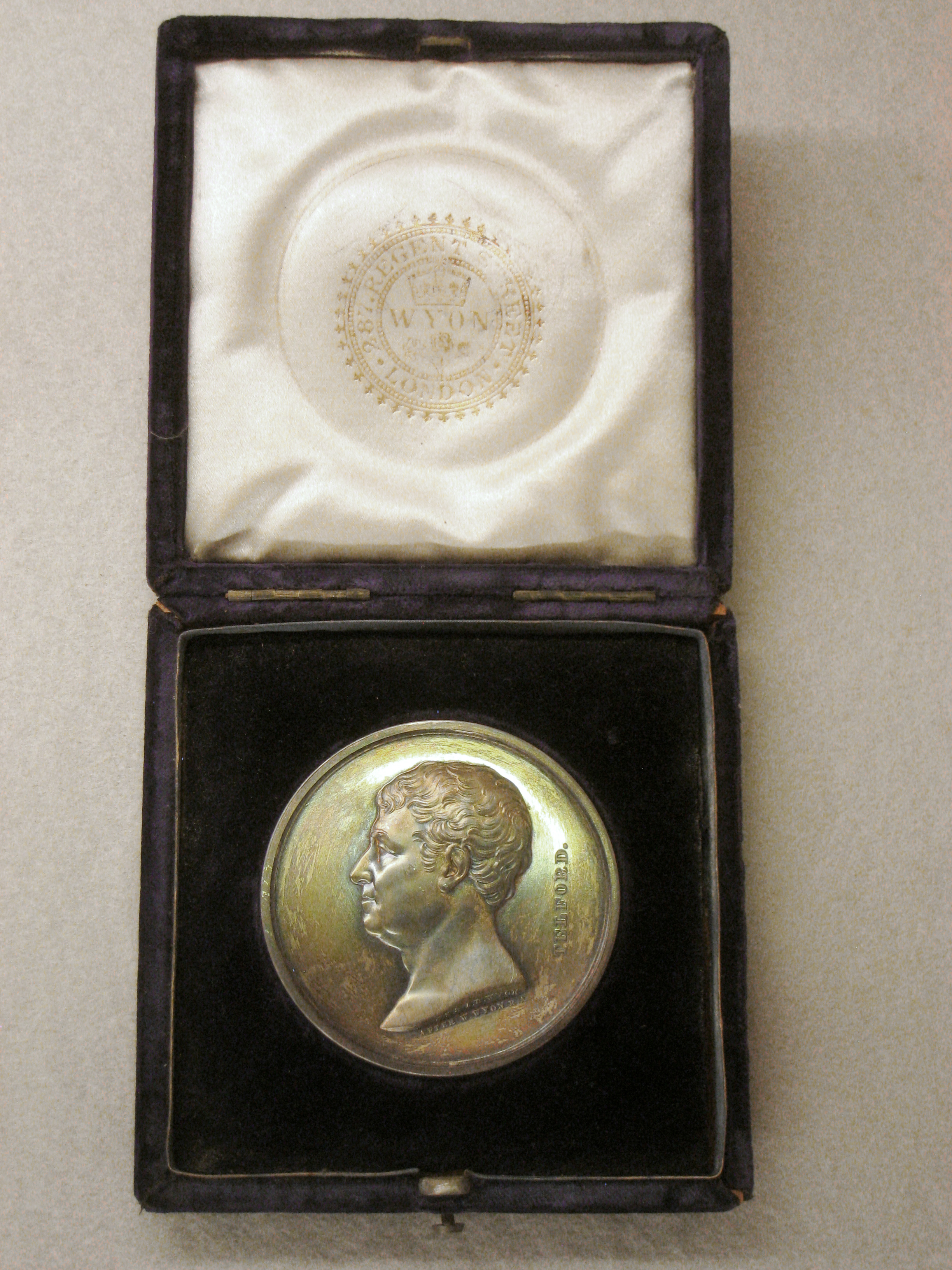
Медаль Телфорда

Самым известным достижением Танабэ стал канал Бивако-сосуи, который проходит от озера Бива до города Киото. Канал проходит через ряд туннелей и стал местом расположения первой в Японии гидроэлектростанции. За эту работу в качестве главного инженера, руководившего проектом, и статью под названием «The Lake Biwa — Kyoto Canal», опубликованную в 1894 году, Танабэ Сакуро был награждён медалью Телфорда британским Институтом инженеров-строителей.
Также много лет Танабэ Сакуро работал директором железной дороги Hokkaidō Kansetsu Railway. В 1916 году он был назначен деканом инженерного факультета Киотского университета.
Умер 5 сентября 1944 года.
В честь Сакуро Танабэ и Кунимити Китагаки, сыгравших значительную роль в завершении строительства канала от озера Бива, были сооружены два памятника.